# Trachischium
Trachischium är ett släkte av ormar. Trachischium ingår i familjen snokar.
Arterna är med en längd upp till 75 cm små ormar. De förekommer i norra Indien och Myanmar. Habitatet utgörs av skogar. Individerna är troligen nattaktiva och de vistas antagligen främst på marken. Släktets medlemmar vistas i kulliga områden och i bergstrakter. De är nära släkt med arterna i släktet Amphiesma. Släktets typart är Trachischium fuscum.
Arter enligt Catalogue of Life:
- Trachischium fuscum
- Trachischium guentheri
- Trachischium laeve
- Trachischium monticola
- Trachischium tenuiceps

Året 2018 blev ytterligare en arten beskriven, Trachischium sushantai.
IUCN listar Trachischium guentheri som sårbar (VU), två arter med kunskapsbrist (DD) och de andra som livskraftiga (LC).